# نادي ريال سوسيداد
نادي ريال سوسيداد هو نادي كرة قدم هندوراسي أٌسس عام 1986. يلعب النادي في الدوري الهندوراسي الدرجة الأولى لكرة القدم.